# Burg Hornsberg (Killingen)
Die Burg Hornsberg ist eine abgegangene Höhenburg auf dem Hornsberg südlich von Killingen, einem Ortsteil der Stadt Ellwangen im Ostalbkreis in Baden-Württemberg.

## Beschreibung
Die Burg lag etwa 1,4 Kilometer südlich der Ortschaft Killingen. Etwa einen Kilometer südwestlich befindet sich der Burgstall der Burg Mohrenstetten und etwa 2,1 Kilometer südlich befand sich die Burg Schönberg.

## Geschichte
In den Jahren 1245 und 1262 wurde ein „Konrad von Hornsberg“ erwähnt. Im 13. Jahrhundert gehörte das als Burgstall bezeichnete Bauwerk den Brüdern Wernher, Siefried und Kun von Killingen. Am 12. März 1256 tauschte sich Wernher von Siefried dessen Teil ein. Kun von Killingen verzichtete am 31. Oktober 1259 auf seinen Teil des Burgstalles.
Am 4. Juli 1437 verkauften Heinrich von Waischenfeld und Hans von Breitenstein mit ihren Frauen den Burgstall, den sie über ihren Schwiegervater und Schwager Konrad von Itzlingen erhalten hatten, an den Kochenburger Vogt Fritz von Holzingen. Dieser überließ den Burgstall schließlich am 28. Januar 1443 dem Ellwanger Abt Johann. In den ellwangischen Salbüchern von 1454 und 1506 werden „eine Hofraithe, ein Stadel und ein Garten zu Hornsberg bei Pfahlheim“ erwähnt.